# Władysław Stępniak (archiwista)

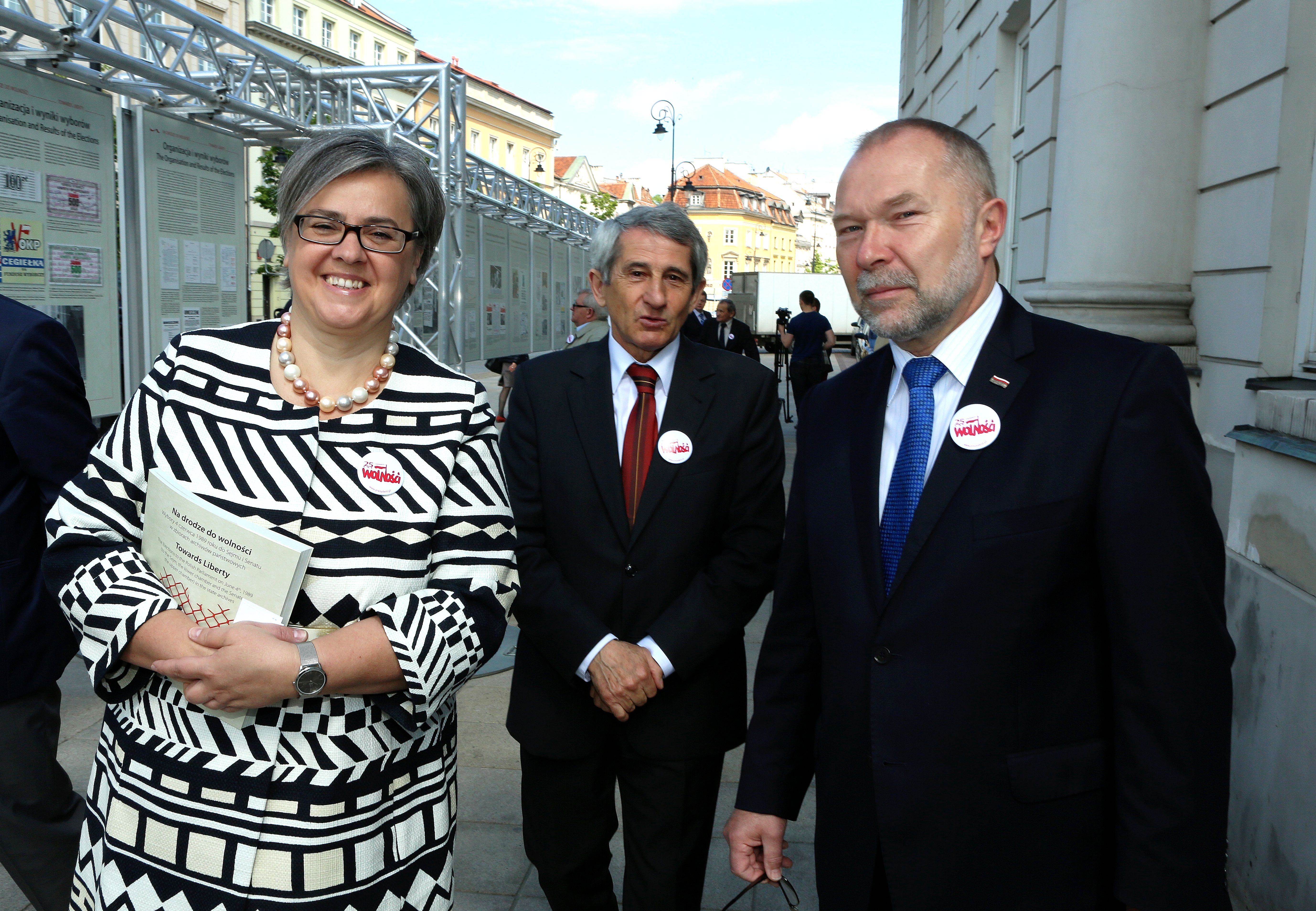
Ewa Polkowska, Władysław Stępniak i Jacek Michałowski w czasie wystawy Na drodze do wolności przed Pałacem Prezydenckim (2014)

Władysław Jakub Stępniak (ur. 26 października 1948 w Lublińcu) – polski historyk, w latach 2011–2016 naczelny dyrektor Archiwów Państwowych.

## Życiorys
Absolwent VI Liceum Ogólnokształcącego im. Jarosława Dąbrowskiego w Częstochowie (1967). W 1973 ukończył studia historyczne na Uniwersytecie Łódzkim. Na tej samej uczelni w 1977 uzyskał stopień doktora nauk humanistycznych na podstawie pracy Polityka zagraniczna Jugosławii w latach 1948–1950. W 1999 uzyskał stopień doktora habilitowanego na Uniwersytecie Warszawskim na podstawie rozprawy dotyczącej działalności dyplomacji polskiej na Bałkanach w latach 1918–1926. W 1973 był stypendystą wydziału politologii Uniwersytetu w Belgradzie.
Pracował na stanowisku profesora nadzwyczajnego Akademii Świętokrzyskiej, przekształconej następnie w Uniwersytet Humanistyczno-Przyrodniczy Jana Kochanowskiego w Kielcach. Był profesorem nadzwyczajnym Uniwersytetu Mikołaja Kopernika w Toruniu, został również członkiem Międzynarodowego Komitetu Doradczego Programu UNESCO Memory of the World oraz Polsko-Rosyjskiej Grupy do Spraw Trudnych. Objął funkcję eksperta Rady Europy do spraw oceny stanu zachowania dóbr kultury na obszarze byłej Jugosławii.
Od 1976 pracował w Naczelnej Dyrekcji Archiwów Państwowych, następnie do 1997 w Archiwum Głównym Akt Dawnych, początkowo jako zastępca dyrektora, a następnie dyrektora. Od 1997 zatrudniony na stanowiskach kierowniczych w Naczelnej Dyrekcji Archiwów Państwowych – jako pierwszy zastępca naczelnego dyrektora Archiwów Państwowych, następnie jako jego doradca. 10 sierpnia 2011 stanął na czele tej instytucji. Funkcję naczelnego dyrektora pełnił do 1 lutego 2016.

## Odznaczenia
- Krzyż Komandorski Orderu Odrodzenia Polski (2007)[6]
- Krzyż Kawalerski Orderu Odrodzenia Polski (1996)[7]